# ベイ駅
ベイ駅（英語: Bay station）はカナダのオンタリオ州トロントにあるトロント市地下鉄ブロア・ダンフォース線の駅である。ブロア通りの北側、ベイ通りの西側に位置しており、構内でWi-Fiが使用可能である。またトロント交通局全体の遺失物取扱所の所在地でもある。

## 概要
同駅は1966年にブロア線の開通と同時に開業した。計画の初期段階で駅の真上の通りからとってベルエアーという仮称がつけられ、開業直前までは当時北米随一のカウンターカルチャーの中心地として有名だった駅周辺のヨークビル地域の名前をそのまま駅名とする予定であったが、最終的にはベイ駅と名付けられた。しかしながら、ホームの駅名標には今でも「ベイ」の下にヨークビルと小さく併記されている。
ブロア線およびベイ駅の開業は地価の上昇を誘発し、ヨークビル地域のジェントリフィケーションの一因となった。現在のベイ駅の周りには高級ブランドショップなどが立ち並んでいる。

### 遺失物取扱所
前述の通り、駅構内にはトロント交通局全体の落とし物センターが設置されている。事前に問い合わせをしてから引き取りに行く形式であり、持ち主が60日の間に見つからなかった拾得物は競売にかけられて売り上げが交通局の運営に利用されている。

## 幽霊駅
ベイ駅の現行ホームの下には現在は利用されていない廃ホームがある。このホームは1966年2月から9月の間のみ、試験的な地下鉄システムの下で使用されたものでロウアー・ベイ（交通局による公式の呼称はBay Lower）と呼ばれている。トロント交通局はブロア線の開通時、それまでヤング・ユニバーシティ線として運用されていた路線を2系統に分離させ計3路線での運行形態とした。このinterliningと呼ばれる手法の結果、どの駅にも必ず2路線が止まることとなり（3路線全てが止まるブロア・ヤング駅を除く）、乗客がいずれの駅から出発していずれの駅に向かう場合にも乗り換える手間がなく移動することが可能になると考えられていた。だが、目的の方向行きの電車を待つ時間を考慮すると乗り換えた方が早い場合も多く、また一回の遅延がさらなる遅延に繋がるとしてこの運行形態は失敗と目されるようになった。特にベイ駅から東方面へ行きたい乗客とセント・ジョージ駅から西方面に行きたい乗客たちにとっては目的地へと行く電車が上下どちらのホームからも発着することとなり、さらなる混乱の元となった。このため地下1階と地下2階を繋ぐ階段の真ん中で待機しておいて、目当ての電車が入線した方へと急いで移動する客もいたという話もある。

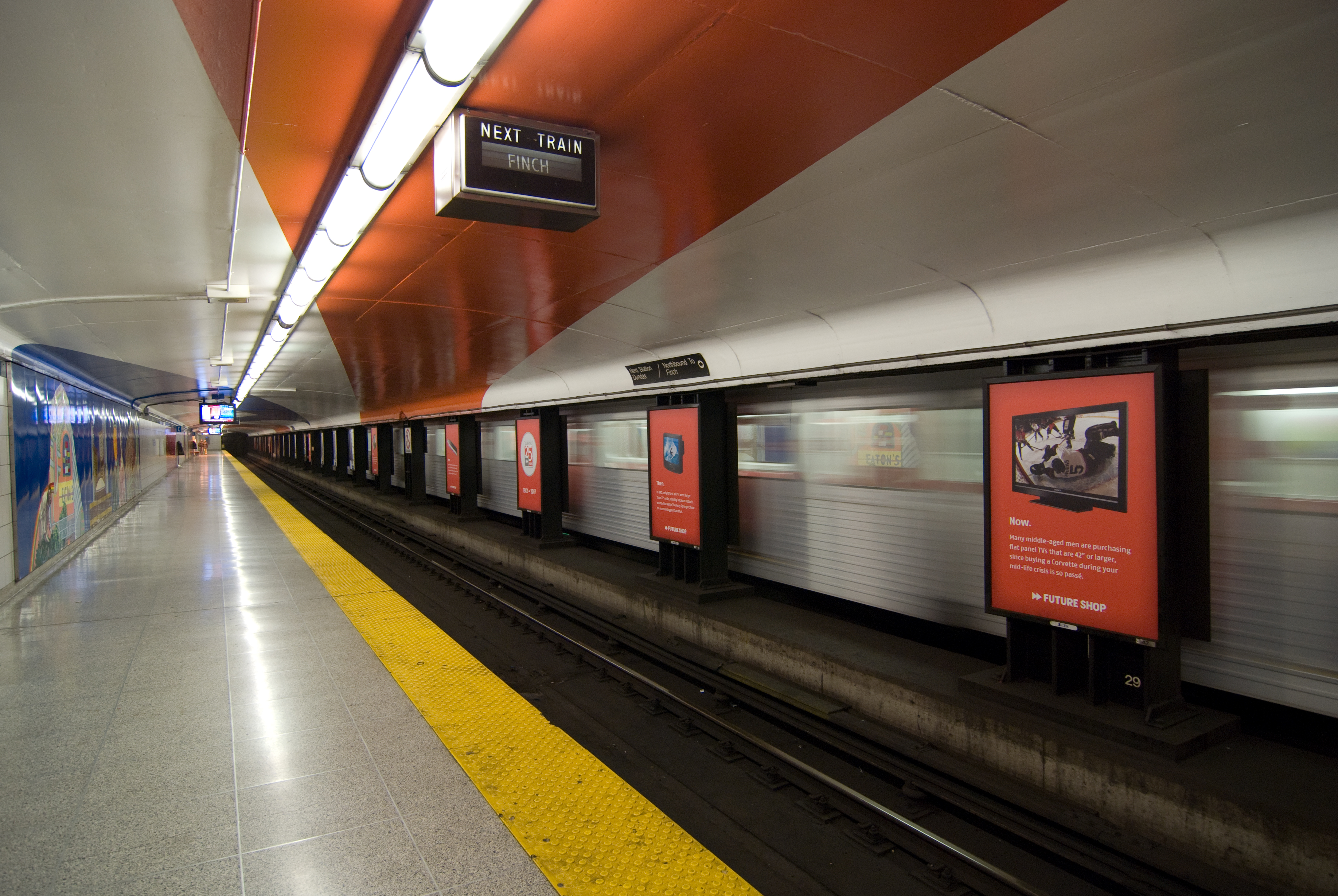
ヤング線のクイーン駅に残る行き先表示板

試験運用中に行われた利用者への調査では、そもそもこの特殊な運行形態による効果に関心がないという回答が過半数を超えていた上に、便利に感じる人と不便に感じる人はほぼ同数という結果となったが、トロント交通局はヤング線とブロア線を完全に分ける現行の運行形態を正式に採用した。こうしてセント・ジョージ駅の下層ホームはその後もヤング線の駅として利用され続けたのに対し、ロウアー・ベイ、ならびにミュージアム駅との連絡線は通常の営業運転で使用されることがなくなった。また各駅のホームには次に来る列車の行き先を表示する発車標が設置されていたが、これも幽霊駅と同様に6ヶ月の間だけ使用され、今は表示が固定されたまま残存している。
1966年9月の利用停止以降、ロウアー・ベイは従業員や救急隊の業務訓練、駅に使う建材・案内板の試験場などとして使われているほか、イベント会場や映画・ドラマの撮影に使われている。『スーサイド・スクワッド』や『トータル・リコール』といったブロックバスター映画のロケに用いられたこともあるが、『サウンド・オブ・サイレンス』や『16ブロック』の場合のように、主にニューヨーク市地下鉄の駅として登場することが多い。2018年には地元のバンドであるファックト・アップがライブを行った。

1966年の試験運用時のトロント地下鉄の路線図。

### 一般公開

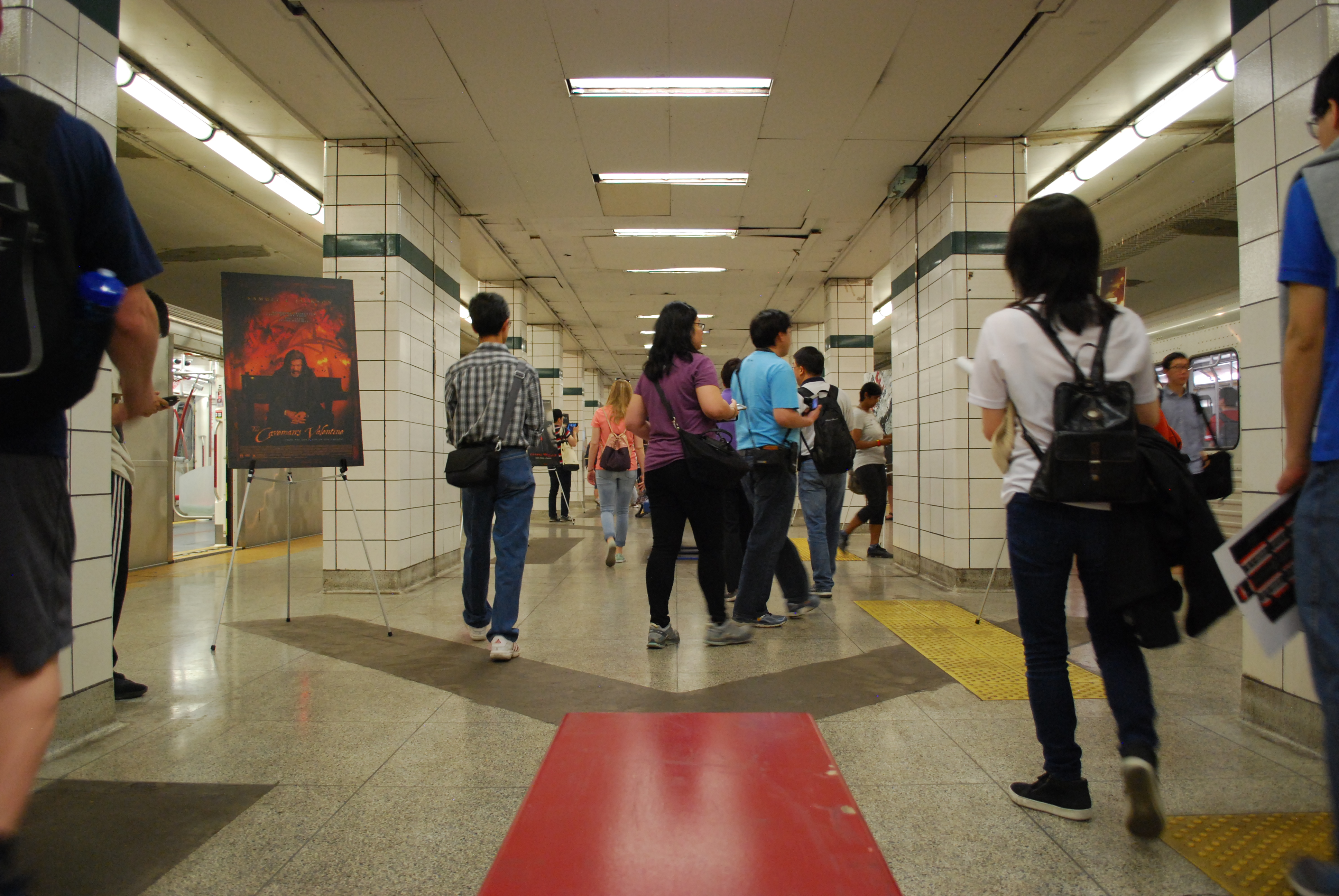
2018年5月26日に一般公開された際のロウアー・ベイ

ロウアー・ベイへの階段は閉ざされており、一般の人間が自由に見られるようにはなっていない。しかし、地下鉄の設備の工事などの際は迂回のため乗客を乗せた車両がロウアー・ベイを通過することがある。2007年の2月24日から3月11日の間はベイ-セント・ジョージ間のトンネル修理のため、ブロア線を二分し、ミュージアム駅を終着駅としたことがあった。
また近年になって見学会が催されるようにもなってきた。2007年にトロント市が毎年主催するドアーズ・オープン・トロント（英語版）というイベントの一環として初めて一般に公開された際は、映画の撮影のために用意されたニューヨーク市地下鉄風の小道具が残されたままの状態で見学することができた。その後も数年に一度は公開されるようになっている。

## 乗り換え

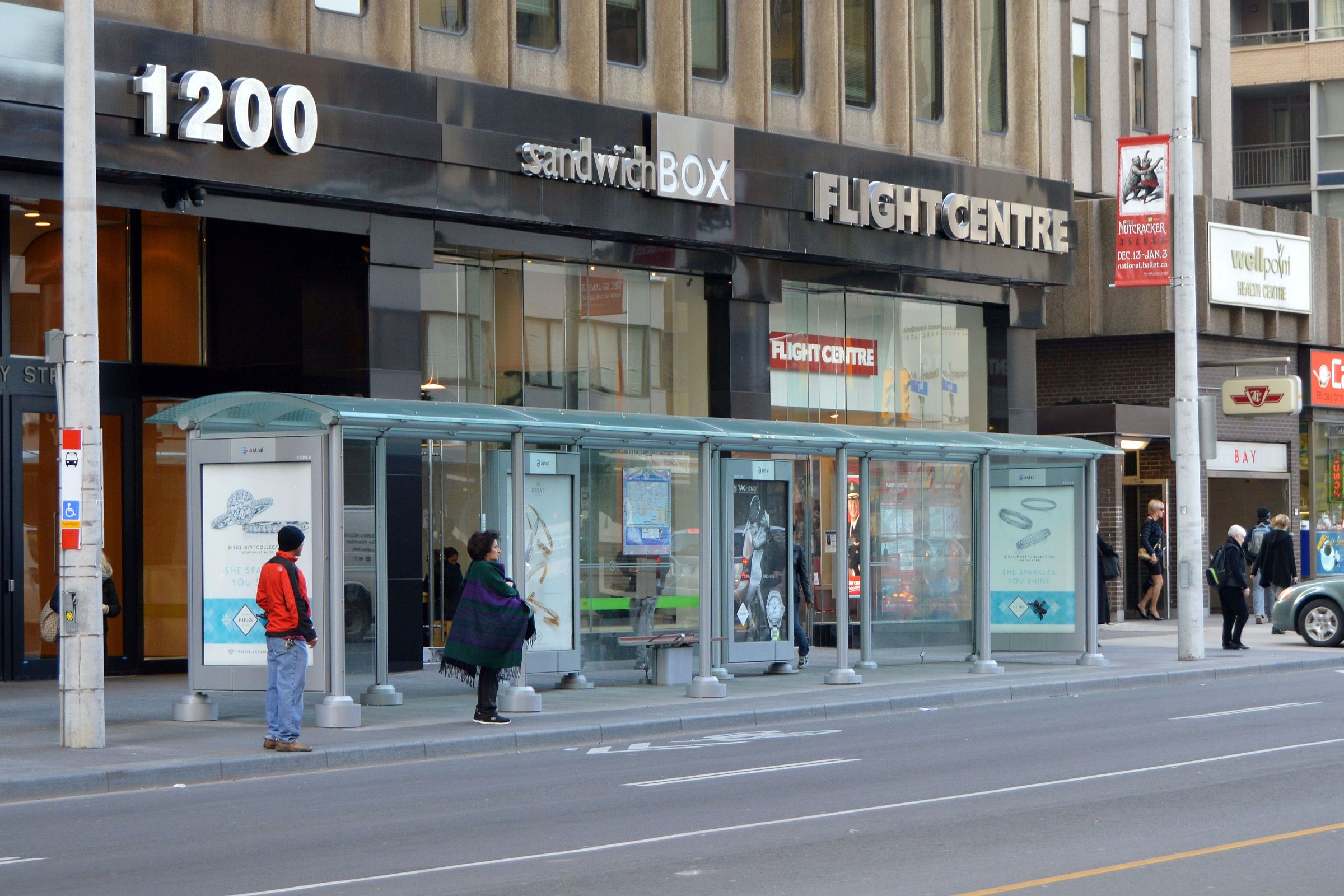
地上のバス乗り場とベイ駅出口

- 地上のバス乗り場とベイ駅出口地上においてベイ通りのバス停から6系統に乗り換えられる。